# Gion Condrau
Gion Condrau (* 9. Januar 1919 in Disentis, Schweiz; † 21. November 2006 in Zürich) war ein Schweizer Psychiater und Psychotherapeut.

## Leben
Condrau absolvierte 1937 die Matura in Disentis. Anschliessend absolvierte er ein Medizinstudium in Bern und promovierte 1944. Er besuchte Ausbildungen in Psychiatrie in Zürich, Lissabon und Providence, USA, in Neurologie und Neurochirurgie in Zürich und Paris (La Salpetrière). Er war Assistenzarzt der Inneren Medizin und Rheumatologie in Zürich sowie am Fliegerärztlichen Institut am Militärflugplatz Dübendorf. Seit 1953 war er Spezialarzt für Neurologie, Psychiatrie und Psychotherapie. Gleichzeitig studierte Condrau Philosophie, Psychologie, Soziologie und Heilpädagogik an der Universität Zürich mit dem Abschluss Dr. phil. hist. Er absolvierte eine spezielle Ausbildung in Psychoanalyse in den USA, in Jungscher Analyse (C. G. Jung) in Zürich und in Daseinsanalyse am Institut für ärztliche Psychotherapie. Danach arbeitete er mit Medard Boss bis 1990 zusammen. Er besuchte von 1959 bis 1968 Seminare von Martin Heidegger in Zollikon.
1945 führte Condrau Hilfskolonnen des Internationalen Komitees vom Roten Kreuz (IKRK) und repatriierte Häftlinge des KZ Mauthausen. 1953/54 war er als Offizier Mitglied der Internationalen Friedensmission in Korea. Er beendete seine militärische Karriere als Oberst der Sanität.
Condrau eröffnete 1953 seine eigene Praxis für Neurologie und Psychiatrie in Zürich. 1964 wurde er an der Medizinischen Fakultät der Universität Zürich habilitiert und im gleichen Sommersemester an der Philosophisch-Historischen Fakultät der Universität Freiburg. Dort war er ab 1967 als Titularprofessur tätig. Er erhielt Lehraufträge an der naturwissenschaftlichen Fakultät Freiburg (Schweiz) und an der Philosophischen Fakultät Zürich sowie am Institut für Angewandte Psychologie (IAP) in Zürich.
Er war psychiatrischer Konsiliarius an der kantonalen Universitätsfrauenklinik in Zürich und Mitbegründer und Ehrenmitglied der Schweizerischen Gesellschaft für Psychosomatische Medizin (1963), der Schweizerischen Gesellschaft für Daseinsanalytische Anthropologie (1970), des Daseinsanalytischen Instituts für Psychotherapie und Psychosomatik (1971) und dessen Direktor bis Ende März 2000. 1989 war er Präsident der Internationalen Vereinigung für Daseinsanalyse (IVDA) und während Jahren Mitglied des Exekutivrats der Internationalen Federation of Psychoanalytic Societies (IFPS).
Während zwölf Jahren war Condrau als Mitglied der Christlichdemokratischen Volkspartei (CVP) in der schweizerischen Politik tätig: 1966 war er Gemeinderat in Herrliberg, von 1971 bis 1975 Zürcher Kantonsrat und von 1975 bis 1979 Nationalrat.
Gion Condrau war Vater von drei Kindern, deren zwei ebenfalls Daseinsanalytiker wurden. Der Medizinhistoriker Flurin Condrau (* 1965) ist sein Neffe.

## Werke (Auswahl)
Als Autor:
- Daseinsanalytische Psychotherapie. Hans Huber Verlag, Bern 1963.
- Die Daseinsanalyse von Medard Boss und ihre Bedeutung für die Psychiatrie. Huber, Bern 1965.
- Psychosomatik der Frauenheilkunde. Huber, Bern 1969.
- Medizinische Psychologie. Psychosomatische Krankheitslehre und Therapie. Kindler, München 1975, ISBN 3-463-02154-4.
- Angst und Schuld als Grundprobleme der Psychotherapie. Philosophische Betrachtungen zu Grundfragen menschlicher Existenz. Suhrkamp, Frankfurt/M.1976, ISBN 3-518-06805-9 (Nachdr. d. Ausg. Bern 1962).
- Aufbruch in die Freiheit. Philosophische und politische Gedanken zum Zeitgeschehen. Benteli Verlag, Bern 1977, ISBN 3-7165-0131-X.
- Der Januskopf des Fortschritts. Gesellschaftspolitische Gedanken eines Psychiaters. Benteli Verlag, Bern 1977, ISBN 3-7165-0125-5.
- Leiben und Leben. Beiträge zur Psychosomatik und Psychotherapie. Benteli Verlag, Bern 1977, ISBN 3-7165-0132-8 (zusammen mit Alois Hicklin und Medard Boss).
- Einführung in die Psychotherapie. Geschichte, Schulen, Methode, Praxis; ein Lehrbuch. Fischer-Taschenbuch-Verlag, Frankfurt/M. 1989, ISBN 3-596-42115-2.
- Der Mensch und sein Tod. Certa moriendi condicio. Kreuz-Verlag, Zürich 1996, ISBN 3-268-00109-2.
- Sigmund Freud und Martin Heidegger. Daseinsanalytische Neurosenlehre. Huber, Bern 1992, ISBN 3-456-82092-5 (Fortsetzung von „Daseinsanalyse“).
- Unsere Haut. Spiegel der Seele, Verbindung zur Welt. Kreuz-Verlag, Zürich 1993, ISBN 3-268-00130-0 (zusammen mit Heinrich Schipperges).
- Das verletzte Herz. Zur Psychosomatik von Herz-Kreislauf-Erkrankungen. Fischer-Taschenbuch-Verlag, Frankfurt/M. 1995, ISBN 3-596-11754-2 (zusammen mit Marlis Gassmann).
- Disentis/Mustér. Geschichte und Gegenwart. Gemeinderat, Disentis 1996, ISBN 3-9521081-0-3.
- Martin Heidegger's impact on psychotherapy. Edition Mosaic, Wien 1998, ISBN 3-901953-12-4.
- Ich bin, ich weiss nicht wer. Wolfbach-Verlag, Zürich 2003, ISBN 3-9522831-5-0.

Als Herausgeber:
- Psychologie der Kultur. Beltz, Weinheim 1982.
  - Bd. 1 Transzendenz und Religion. ISBN 3-407-83043-2.
  - Bd. 2 Imagination, Kunst und Kreativität. ISBN 3-407-83044-0.
- Haut. Ganzheitlich verstehen und heilen. Verlag Haug, Heidelberg 1997, ISBN 3-7760-1557-8.
- Das Herz. Rhythmus und Kreislauf des Lebens; neue Wege zur ganzheitlichen Heilkunde. Walter-Verlag, Zürich 1997, ISBN 3-530-30020-9.
- Das menschliche Bewusstsein. Annäherung an ein Phänomen. Walter-Verlag, Zürich 1998, ISBN 3-530-40038-6 (zusammen mit Werner J. Meinhold).
- Daseinsanalyse. Philosophische und anthropologische Grundlagen; die Bedeutung der Sprache; Psychotherapieforschung aus daseinsanalytischer Sicht. Edition Röll, Dettelbach 1998, ISBN 3-89754-135-1.
- Daseinsanalyse. Jahrbuch phänomenologischer Anthropologie und Psychotherapie. Redaktion „Daseinsanalyse“, Wien (hier speziell Bd. 16 (2000))